# Раав
Раа́в (ивр. רחב‎, Рахав; также Раава, Рахава; 2 тыс. до н. э.) — жительница Иерихона, блудница, которая, согласно Книге Иисуса Навина (Нав. 2:1) укрыла в своём доме двух соглядатаев из войска Иисуса Навина и за это при взятии города была вместе со всеми домочадцами пощажена, прославлена (в Евр. 11:31, она числится в списке героев веры) и «объявлена праведной на основании дел», и одним из таких дел было то, что она направила по ложному следу слуг царя (Иак. 2:24—26). Всё остальное население Иерихона, кроме семьи Раав, было поголовно перебито. Почитается Православной церковью как святая праведная Раав Иерихонская, память в Неделю святых праотец и Неделю святых отец.

## Этимология имени
Её имя происходит от корня «רחב» — «широкий», и, согласно мидрашу, она названа этим именем, так как она обладала большим количеством заслуг.

## Род занятий
В Библии Раав определена как «אשה זונה», что, по объяснению некоторых комментаторов, основывавшихся, видимо, на переводе Библии на арамейский язык Йонатана бен Узиэля (Таргум Ионатан), означает «содержательница постоялого двора», и семитском корне «זנ» (урожай, плоды), имеющим производные слова на иврите «מזונות» (фрукты), «מזוֹן» (пища), «לזון» (кормить).  Эту версию упоминает Раши.
Согласно другим комментаторам, словосочетание означает «блудница».

## Семья
Согласно мидрашу, Раав, приняв иудаизм, вышла замуж за Салмона, была матерью Вооза (Мф. 1:51 ) и стала праматерью пророчицы Олдамы, пророка Иеремии и пророка Иезекииля. Согласно Сифри, среди её потомков были восемь пророков и восемь коэнов.
Согласно Мф. 1:5, она вышла замуж за Салмона и таким образом стала праматерью царя Давида и самого Иисуса. Впрочем, тождественность Рахавы из родословной Христа и Рахав из книги Иисуса Навина подвергается сомнению.

## Характерные особенности
Согласно Талмуду, Раав обладала сказочной красотой, настолько, что у всякого, кто видел её, если впоследствии называл её имя, происходила поллюция.